# La pau perpètua: un projecte filosòfic

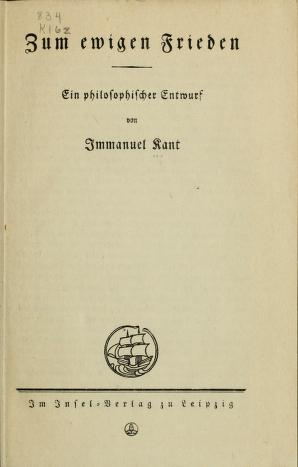
Portada de l'assaig

La pau perpètua: un esbós filosòfic o La pau perpètua: un projecte filosòfic (en alemany: Zum ewigen Frieden. Ein philosophischer Entwurf:  Zum ewigen Frieden. Ein philosophischer Entwurf: Ein philosophischer Entwurf) és una obra del 1795 del filòsof Immanuel Kant.
Hi proposa un programa per a la pau que ha de ser posat en pràctica pels governs.

## Estructura
"Si existeix un deure i, alhora, una esperança fundada de fer efectiu l'estat de dret públic, malgrat que siga només una aproximació de progressa cap a l'infinit, la ''pau perpètua'' que segueix els fins ara falsament anomenats tractats de pau (en realitat, armisticis), no és una idea buida, sinó una tasca que, a poc a poc resolta, s'acosta constantment al seu fi (perquè s'espera que els temps en què es produeixen progressos iguals siguen cada colp més curts)."
A Paz Perpétua e Outros Opúsculos (1990) de Immanuel Kant amb traducció d'Artur Romão
(Títols, seccions i punts es basen en l'edició del 1990, traduïda per Artur Romão de Kant, La pau perpètua i altres opuscles.)

### PRIMERA SECCIÓ
QUE CONTÉ ELS ARTICLES PRELIMINARS PER A LA PAU PERPÈTUA ENTRE ELS ESTATS
1. «No s'ha de considerar vàlid cap tractat de pau que s'haja fet amb la reserva secreta d'elements per a una guerra futura»
2. «Cap estat independent (gran o petit) podrà ser adquirit per un altre mitjançant herència, canvi, compra o donació»
3. «Els exèrcits permanents (miles perpetuus) han de, amb el temps, desaparéixer totalment»
4. «No s'han d'emetre deutes públics en relació amb afers de política exterior»
5. «Cap estat s'ha d'immiscir per força en la constitució i en el govern d'un altre estat»
6. «Cap estat en guerra amb altre ha de permetre hostilitats que fan impossible la confiança mútua en la pau futura, com ara l'ocupació en l'un altre estat d'assassins, enverinadors, el trencament de la capitulació, la instigació a la traïció, etc.»

### SEGONA SECCIÓ
QUE CONTÉ ELS ARTICLES DEFINITIUS PER A LA PAU PERPÈTUA ENTRE ELS ESTATS
Primer Article definitiu per a la Pau Perpètua
La constitució de cada estat ha de ser republicana.
Segons Article definitiu per a la Pau Perpètua
El dret de la gent s'ha de fundar en una federació d'estats lliures
Tercer Article definitiu per a la Pau Perpètua
El dret cosmopolita s'ha de limitar a les condicions d'hospitalitat universal.

### SUPLEMENT PRIMER
SOBRE LA GARANTIA DE LA PAU PERPÈTUA

### SUPLEMENT SEGON
ARTICLE SECRET PER A LA PAU PERPÈTUA

### APÈNDIX
I. SOBRE LA DISCREPÀNCIA ENTRE LA MORAL I LA POLÍTICA  RESPECTE A LA PAU PERPÈTUA
II. SOBRE L'HARMONIA DE LA POLÍTICA AMB LA MORAL SEGONS EL CONCEPTE TRANSCENDENTAL EN EL DRET PÚBLIC

## Contingut i impacte

### Contingut i relació amb la teoria de la pau democràtica
L'obra de Kant, en alguns aspectes, té semblances a la teoria de la pau democràtica moderna.
Defineix els estats republicans, Republikanisch (no democràtics), que tenen governs representatius, en què el poder legislatiu se'n separa de l'executiu. Kant afirma que les repúbliques estaran en pau entre si, perquè han de tendir al pacifisme més que no altres formes de govern. L'assaig no tracta pas els governs republicans com a suficients per si mateixos per a aconseguir la pau: l'hospitalitat universal (ius cosmopoliticum) i una federació d'estats lliures són necessaris per a assolir el seu programa de sis punts.
Tanmateix, Kant dona arguments en contra d'un govern mundial, ja que seria subjecte a la tirania. La solució preferible contra el desordre en el sistema internacional seria una lliga d'estats republicans independents.

### Impacte en la política i en l'economia
La idea general que els governs populars i responsables s'inclinarien més a promoure la pau i el comerç esdevingué un corrent del pensament i de la pràctica política europea. Fou un element de la política americana de George Canning i de la política externa de Henry John Palmerston. També fou representat en l'internacionalisme liberal de Woodrow Wilson, George Creel i H. G. Wells. Les recomanacions de Kant foren clarament representades en la dècada dels 1940 en les Nacions Unides.
El 1909, Ralph Norman Angell va confiar-ne només en la segona etapa, i hi argumentà que el comerç modern feia la guerra necessàriament no lucrativa, fins i tot per al país tècnicament victoriós i, per tant, la possibilitat d'una guerra reeixida era la Gran Il·lusió. James Mill descrigué el colonialisme com un alleugeriment a l'aire lliure per a les classes altes; Joseph Schumpeter afirmava que el capitalisme va fer els estats moderns inherentment pacífics i contraris a la conquesta i a l'imperialisme, i això afavoria econòmicament les velles elits aristocràtiques.
Aquesta teoria es va desenvolupar als darrers anys. Mansfield i Pollins, escrivint en el Journal of Conflict Resolution, resumeixen un gran cos de treball empíric que, en gran part, recolza la tesi. N'hi ha excepcions que semblen limitar les circumstàncies sota les quals la interdependència econòmica comporta la reducció de conflictes. D'altra banda, més enllà de la interdependència econòmica per la qüestió de la llibertat econòmica dins els estats, Erik Gartzke troba evidències empíriques que la llibertat econòmica (mesurada pel Fraser Institute) és prop de cinquanta vegades més eficaç que la democràcia en la reducció de conflictes violents.